# Johan Sondell
Johan Sondell, född 1661 i Börje församling, död 22 februari 1706 i Värmdö församling, var en svensk präst.

## Biografi
Johan Sondell föddes 1661 i Börje församling. Han var son till kyrkoherden Nicolaus Erici Sundelius i Håtuna församling och Christina Johansdotter Achraelius. Sondell blev 7 juni 1676 vid Uppsala universitet och var medlem i Fjärdhundra nation. Han besökte flera universitet utomlands och avlade magistergrad. Sondell prästvigdes 1683 och blev 1690 kyrkoherde i Danviks hospital och Sicklaö församling. Han var opponent vid prästmötet i Uppsala 1696 och avlade 9 oktober 1687 pastoralexamen i Uppsala. Sondell och blev 20 april 1699 kyrkoherde i Värmdö församling, tillträdde 1 maj 1700 och var predikant vid prästmötet 1705. Han blev 1705 prost och avled 1706 i Värmdö församling.

### Familj
Sondell gifte sig 1692 med Catharina Roslin, dotter till perukmakaren och rådmannen Hans Roslin i Stockholm och Dorothea Gieting. De fick tillsammans barnen överinspektoren Nicolaus Sondell (född 1693), Hans Sondell (född 1694), Johannes Sondell (född 1695), Erik Sondell (född 1695), tullinspektoren Johannes Sondell (1697–1771), Christina Sondell (född 1699), Erik Sondell (född 1700), Olaus Sondell (född 1702).